# Skagens Kunstmuseer
Skagens Kunstmuseer er et kunstmuseum, der opstod i 2015 som en fusion mellem Skagens Museum, Michael og Anna Anchers Hus og Drachmanns Hus